# Nedlloyd Barcelona (schip, 1979)
De Nedlloyd Barcelona was een vrachtschip van Nedlloyd dat in 1979 gebouwd werd door Van der Giessen-de Noord. Het schip werd opgeleverd met een Sulzer 7RND76M dieselmotor met 16.800 pk die het een vaart gaf van zo'n 18 knopen, terwijl het 676 TEU kon vervoeren. Het was het zusterschip van de Nedlloyd Bahrain, Nedlloyd Baltimore en Nedlloyd Bangkok.
In 1992 werd het schip verkocht aan Bartok Shipping onder beheer van Alfred C. Toepfer en werd de naam Doctor Lykes. In 1998 werd de naam Lykes Commander en in 2000  Commander. In 2001 werd Faraday Shipping Company de eigenaar met het beheer bij Cyprus Maritime Company onder de naam Commander Express. In 2004 werd New World Shipping de eigenaar en werd de naam BSLE Express.
In 2009 arriveerde het schip in Alang waar het werd gesloopt.